# Ide (Kyoto)
Pour les articles homonymes, voir Ide.
Ide (井手町, Ide-chō) est un bourg du district de Tsuzuki, dans la préfecture de Kyoto, au Japon.

## Géographie

### Démographie
Au 1er décembre 2014, la population d'Ide s'élevait à 7 903 habitants répartis sur une superficie de 18,02 km2 dont 67 % de forêt.